# Vallée de la Houla
Pour les articles homonymes, voir Houla (homonymie).
 (janvier 2016).
Si vous disposez d'ouvrages ou d'articles de référence ou si vous connaissez des sites web de qualité traitant du thème abordé ici, merci de compléter l'article en donnant les références utiles à sa vérifiabilité et en les liant à la section « Notes et références ».
La vallée de la Houla (en hébreu : עמק החולה) est une vallée située dans le nord d'Israël, aujourd'hui drainée et cultivée, qui contenait aux temps bibliques le lac Semechonite entouré de nombreux marécages.

## Délimitations
La vallée de la Houla constitue la partie nord de la plaine fluviale du Jourdain, dont une grande partie est située au-dessus du niveau de la mer, à 70 mètres d'altitude en moyenne sur une surface de 175 km2. Elle est enserrée, à l'est, par les premières dénivellations du plateau du Golan, tandis qu'à l'ouest, elle est bordée par les montagnes de Galilée aux versants abrupts. Au nord de la vallée, elle est délimitée par le cours de Maayan-Barouh et, au sud, elle forme un corridor par le bloc basaltique de Korazim. La vallée s'étend sur une longueur de 25 km et est large de 7 km.
Dans sa partie méridionale, au-delà du corridor basaltique, la plaine de la Houla s'affaisse rapidement par le jeu successif de grabens où elle est rattrapée par le cours supérieur du Jourdain, le fleuve y étant déjà à 80 mètres sous le niveau de la mer. Il y reçoit alors un affluent de rive droite, le Nahal Dishon, venant des versants orientaux du mont Méron.

## Géomorphologie
Quatre unités morphologiques distinctes sont présentes dans la vallée de la Houla :
- La section nord : il s'agit d'une succession de trois niveaux topographiques décroissant progressivement de 400 m à 100 m d'altitude; le niveau Tel Haï, le niveau Hagoshrim et le niveau Maayan-Barouch. Cette section est constituée de roches sédimentaires, recouvertes d'une couche de basalte. Elle abrite les principales sources du Jourdain : l'Ayoun et le Snir.
- La section Houla : elle s'étend de Hagoshrim (100 m d'altitude) aux anciens marécages du Lac de la Houla (70 m). Dans cette section se tiennent Beït-Hilel, Sdé-Néhémia, Amir, Kfar Blum et Néot-Mordéhaï. C'est le cœur de la zone agricole de la vallée de la Houla, du fait de la rareté des marécages dans ce secteur.
- La section des marécages : elle s'étend de Néot-Mordéhaï à Yessod Haméala et s'élève à une altitude de 70 m. Elle abrita le lac de la Houla (אגם החולה) jusqu'à l'assainissement de ce dernier, dont les travaux ont commencés en 1936 et ont été achevés en 1958. Comme certaines tourbières asséchées produisaient des alluvions qui polluaient les eaux du lac de Tibériade, une partie du lac a été reconstituée et a été transformée en parc naturel protégé sur la route des oiseaux migrateurs. (Petit lac de la Houla, hébreu : אגמון החולה)
- La section des alluvions : c'est la partie située le plus au sud de la vallée. Elle est constituée d'alluvions provenant des cours d'eau Hatzor, Dishon et Eliezer, et est composée de pierres basaltiques. Elle s'élève à une hauteur de 400 m d'altitude.

## Faune

### Terrestre
Tortue, Boa, Campagnol terrestre, Meriones, Taupe, Gazelle, Lièvre, Chacal, Loup, Mangouste, Chat, Loutre, Ragondin, Pipistrelle de Kuhl, Murin de Capaccini

### Volatiles
Alouette, Corbeau, Choucas, Pigeon, Étourneau, Pinson des arbres, Verdier, Serin, Chardonneret, Bruant, Grue cendrée, Busard, Buse féroce, Aigle, Émerillon, Vanneau à éperons, Courlis cendré, Tarier, Cigogne blanche, Hirondelle rousseline, Hirondelle rustique, Guêpier, Faucon, Héron cendré, Perdrix, Caille, Glaréole, Pluvier à double collier, Bécasseau minute, Barge à queue noire, Échasse, Aigrette garzette, Pélican, Cormoran, Mouette rieuse, Goéland argenté, Rousserolle effarvatte, Bouscarle de Cetti, Rousserolle stentor, Fauvette, Blongios nain.

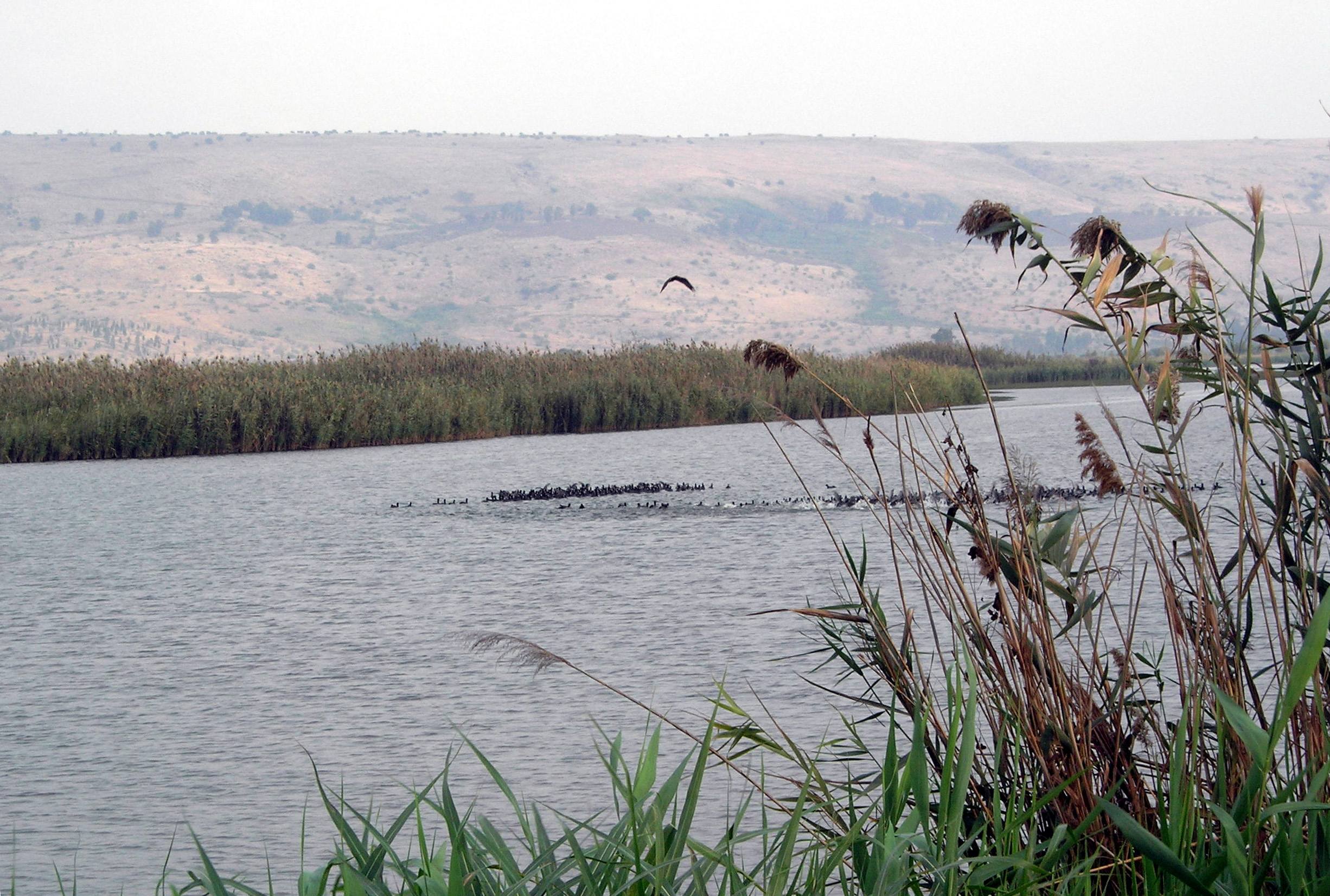
Oiseaux sur le petit lac de la Houla.
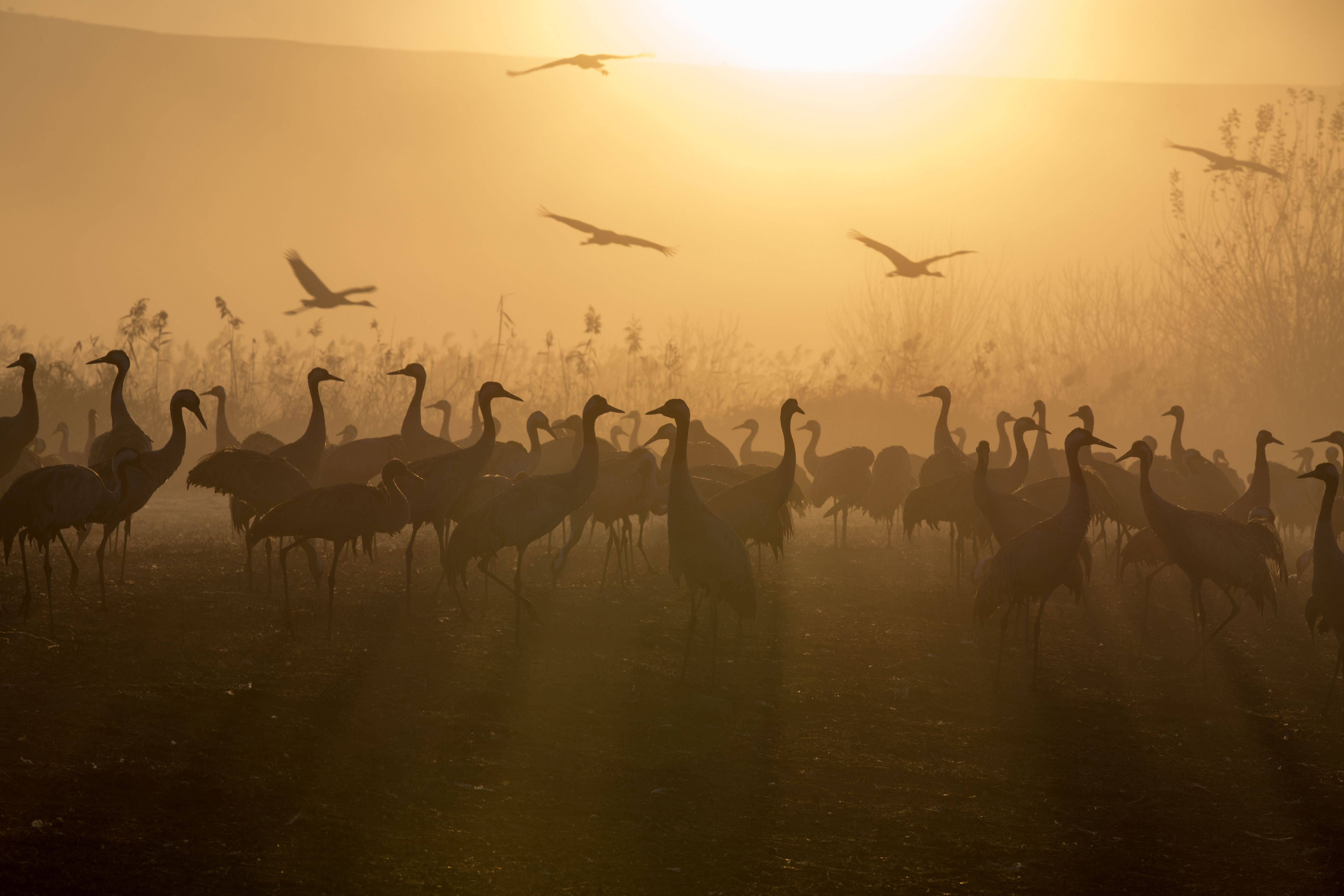
Grues cendrées sur le lac de Agamon HaHula dans la vallée de la Houla.
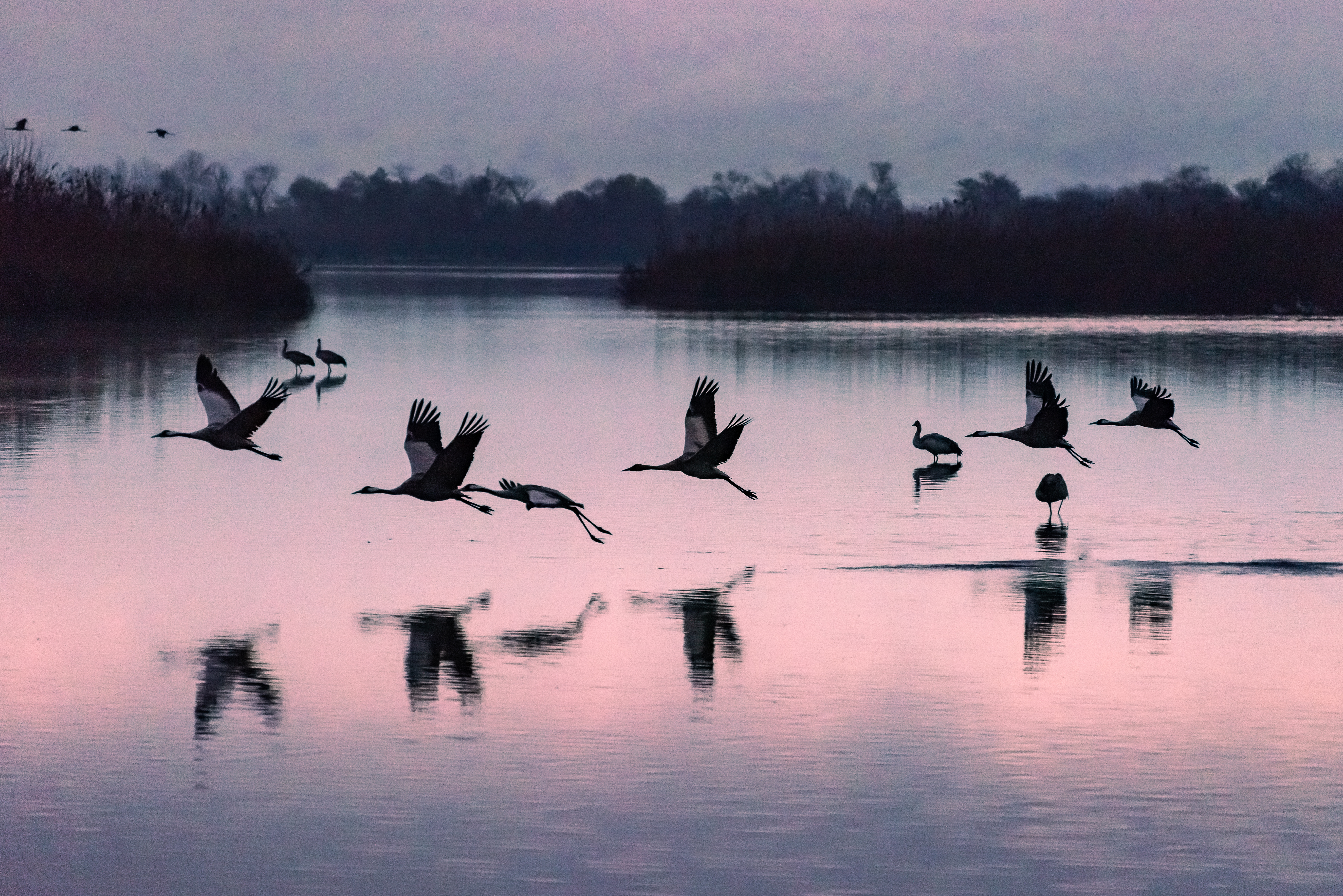
Oiseaux dans la vallée de la Houla.

### Marécages
Discoglosse d'Israël – inscrit en 2012 sur la liste des 100 espèces les plus menacées au monde par l'UICN –, Crapaud vert, Grenouille, Rainette verte, Pelobates, Triton, Tortue, Trionychidé, Ibis, Grèbe jougris, Foulque, Sarcelle